# Arles-sur-Tech (kanton)
Arles-sur-Tech var en fransk kanton fra 1790 til 2015 beliggende i departementet Pyrénées-Orientales i regionen Languedoc-Roussillon. Kantonen blev nedlagt i forbindelse med en reform, der reducerede antallet af kantoner i Frankrig. Alle kantonens kommuner indgår nu i den nye kanton Le Canigou.
Arles-sur-Tech bestod i 2015 af 8 kommuner :
- Amélie-les-Bains-Palalda
- Arles-sur-Tech (hovedby)
- Montferrer
- Corsavy
- Montbolo
- Saint-Marsal
- La Bastide
- Taulis